# 인천안목
《인천안목》(人天眼目)은 남송 때 선종의 청안조사 지소가 선문오가의 각종 조사들의 유고, 잔게, 칭제, 수시 등과 5종의 강요를 수집하고 그 특징을 밝힌 불분권 3책이다. 

이 책은 고려 공민왕 6년(1357년)에 경사의 고려대성수경선사에서 강금강이 간행한 것을 바탕으로 다시 번각한 것이다. 이색의 기록에 의하면 그 중각은 조선 태조 4년(1395년)에 무학 자초가 회암사에서 간행하였다고 전한다. 비록 번각본이지만, 조선조 최초의 간행본이다. 공민왕 6년에 지은 옥전의 서문과 이색의 발문이 붙어 있다. 이 책의 겉표지는 후대에 개장되었다. 이 책은 사주단변, 유계, 반엽 11행 20자, 주쌍행, 상하내향흑어미의 판식이며, 대한민국 선림에서도 많이 사용되었던 것이다. 

이 책은 통문관 이겸노의 소장본이었던 것이 현재는 아단문고로 이관되었다.

## 같이 보기
- 염화미소
- 인천법

 본 문서에는 서울특별시에서 지식공유 프로젝트를 통해 퍼블릭 도메인으로 공개한 저작물을 기초로 작성된 내용이 포함되어 있습니다.